# Yulella natalensis
Genre
Espèce
Synonymes
- Roewerania natalensis Lawrence, 1937

Yulella natalensis, unique représentant du genre Yulella, est une espèce d'opilions laniatores de la famille des Triaenonychidae.

## Distribution
Cette espèce est endémique du KwaZulu-Natal en Afrique du Sud.

## Description
Le type subadulte mesure 2,2 mm.
L'adulte décrit par Lawrence en 1939 mesure 3,5 mm.

## Systématique et taxinomie
Cette espèce a été décrite sous le protonyme Roewerania natalensis par Lawrence en 1937. Elle est placée dans le genre Yulella par Lawrence en 1939.

## Étymologie
Son nom d'espèce, composé de natal et du suffixe latin -ensis, « qui vit dans, qui habite », lui a été donné en référence au lieu de sa découverte, la province de Natal.

## Publications originales
- Lawrence, 1937 : « New harvest spiders from Natal and Zululand. » Annals of the Natal Museum, vol. 8, no 2, p. 127–153.
- Lawrence, 1939 : « A contribution to the Opilionid fauna of Natal and Zululand. » Annals of the Natal Museum, vol. 9, no 2, p. 225–243.